# La Esmeralda
La Esmeralda is de hoofdplaats van de Venezolaanse gemeente Alto Orinoco in  de deelstaat Amazonas.
De plaats is gelegen aan de rivier de Orinoco op 16 km afstand stroomopwaarts van de bifurcatie van de Casiquiare.